# My Maria
«My Maria» es una canción interpretada por el músico estadounidense de country B. W. Stevenson. Fue publicada el 7 de septiembre de 1973 como el segundo sencillo de su tercer álbum de estudio del mismo nombre.

## Créditos y personal
Créditos adaptados desde las notas de álbum de My Maria.
Músicos
- B. W. Stevenson – voz principal, guitarra acústica
- Jim Gordon – batería
- Joe Osborn – bajo eléctrico
- Larry Carlton – guitarra líder
- Larry Muhoberac – teclados

Personal técnico
- David Kershenbaum – productor
- Peter Abbott – ingeniero de audio
- Rick Ruggieri – ingeniero de audio, mezclas

## Posicionamiento

### Gráfica semanal
| Gráfica (1973)                                | Pico de posición |
| --------------------------------------------- | ---------------- |
| Canadá (RPM Top Singles)                      | 7                |
| Canadá (RPM Adult Contemporary)               | 1                |
| Estados Unidos (Billboard Hot 100)            | 9                |
| Estados Unidos (Billboard Adult Contemporary) | 1                |
| Estados Unidos (Cashbox Top 100)              | 7                |

### Gráfica de fin de año
| Gráfica (1973)                     | Pico de posición |
| ---------------------------------- | ---------------- |
| Canadá (RPM Top Singles)           | 47               |
| Estados Unidos (Billboard Hot 100) | 64               |
| Estados Unidos (Cashbox Top 100)   | 79               |